# Бинг
Вижте пояснителната страница за други значения на Бинг.
Бинг е американски къснозреещ сорт череша. Получен е от семеначе от свободно опрашване на сорта Republican в щата Орегон, САЩ, намерено от Seth Leweiling в Milkwakee през 1875 г. В България е внесен през 1958 г. Основен стандартен сорт със значително разпространение.
Дървото е умеренорастящо, с широкопирамидална ажурна корона. Цъфтежът е средно ран. Опрашват се взаимно с Ван, Райниер, Сам. Интерстерилен е с Ламберт, Ламберт компакт, Наполеон, Император Францис, Стар, Охридска. Встъпва рано в плододаване и има умерена до добра родовитост. Много силно чувствителен е на цилиндроспориоза. Чувствителен е на зимни и повратни студове и на късни пролетни мразове. При продължителни валежи по време на зреенето плодовете се напукват. Изисква средно дълбоки плодородни почви и месторастения с добър въздушен дренаж. Подходяща подложка е махалебката.
Плодовете узряват през второто десетдневие на юни. Те са едри (със средно тегло 7,1 гр.), широкосърцевидни, със заоблен връх. Дръжчената ямичка е дълбока, широка. Коремната страна е почти плоска, а коремният шев е слабо забележима черна линия. Гръбната страна е плитка широка бразда. Кожицата е дебела, гланцова, тъмночервена, красива, с многобройни надлъжни подкожни точици. Месото е червено, плътно, сочно, сладко-кисело, с тъмночервен сок и много добро до отлично качество. Дръжката е средно дълга. Костилката е почти едра, удълженояйцевидна, гладка, отделяща се от месото.
Плодовете са подходящи за механизирана беритба, имат добра издръжливост на манипулация и транспорт и са много добра търговска стока. Пригодни са и за преработка в компоти.